# Ausonia Montes
Ausonia Montes je pohoří na povrchu Marsu, které se nachází na jižní polokouli na severovýchodním okraji oblasti Hellas Planitia. Pohoří leží na východním okraji 46 kilometrového impaktního kráteru Torup Crater. Táhne se do délky 158 km. Jedná se o starší útvar vzhledem k okolním tělesům vzniklý nejspíše v období noachian.
Ausonia Montes bylo pojmenováno v roce 1991.